# Carson Shoemaker
Carson Shoemaker (Estados Unidos, 9 de noviembre de 2000) es un jugador profesional estadounidense de rugby que se desempeña en la posición de número 8 en Anthem Rugby Carolina, equipo perteneciente a la liga Major League Rugby.

## Carrera
Shoemaker hizo su debut como profesional con el equipo Dallas Jackals, después pasó a Anthem Rugby Carolina, disputando su tercera temporada en la Major League Rugby.